# Bessatsu Shōjo Comic
Bessatsu Shōjo Comic (別冊少女コミック?, Bessatsu shōjo komikku), conosciuta anche col nome di Betsucomi (ベツコミ?, Betsukomi),  è una rivista giapponese di manga shōjo pubblicata dalla Shogakukan per un pubblico di giovani ragazze adolescenti, ma che con il passare delle pubblicazioni ha raggiunto anche il pubblico più adulto.
È stata fondata nel 1970 e viene pubblicato ogni 13 del mese. Compete nelle vendite con la Betsuma, la Princess e la LaLa.
Artisti di spicco di Betsucomi sono Kyosuke Motomi, Kanoko Sakurakoji, Yumi Tamura e Yuki Obata.

## Mangaka e manga nella Betsucomi
In ordine alfabetico per titolo romanizzato.

### 0-9
- 1/3 Romantica - Yuka Shibano
- 11-nin Iru! - Moto Hagio
- 18 Diary - Shouko Akira
- 49 - Yoshimi Touda

### A
- "Alto" no "A" - Michiyo Akaishi
- Ai Hime: Ai to Himegoto - Kako Mitsuki
- Aitsu ni Koishita 4-ttsu no Wake - Mayumi Yokoyama
- Akuma ga Hallelujah - Kamaro Kikuchi
- Akuma na Kare to Ikenie Tenshi - Nana Shiiba
- Allegro agitato - Setona Mizushiro
- Amai Kemono - Miku Momono
- Anchoko! - Mie Washio
- Ano Ko to Boku no Ie - Taamo

### B
- Baby, Star - Kanoko Sakurakoji
- Backstage Prince - Kanoko Sakurakoji
- Banana Fish - Akimi Yoshida
- Basara - Yumi Tamura
- Beast Master - Kyosuke Motomi
- Bijo Juku - Mayumi Yokoyama
- Binetsu Shoujo - Kaho Miyasaka
- Bishounen Moraimashita - Nana Shiiba
- Bitter - Keiko Adachi & Hinacko Ashihara
- Biyaku Kyoushi ~ Jikkenshitsu no Himegoto - MikuMomono
- Black Bird - Kanoko Sakurakoji
- Boku to Kimi to de Niji ni Naru - Shizuki Fujisawa
- Bokura ga ita - Yuki Obata

### C
- Caramel Milk Tea - Maki Usami
- Cherries Fight - Yasuko
- Chouchougumo - Hinako Ashihara

### D
- Dear! - Kako Mitsuki
- Dengeki Daisy - Kyosuke Motomi
- Diamond Beat - Yuka Shibano
- Double baby - Nami Fujio
- Doubt!! - Kaneyoshi Izumi
- Dr. wa Ijiwaru na Kisu de - Shin kawamaru
- Dream Kiss - Kazumi Ooya

### E
- Eikoku Kizoku Goyoutashi - Kanoko Sakurakoji

### G
- Gakuyaura Ouji - Kanoko Sakurakoji
- Galism - Mayumi Yokoyama
- Gokujou no Yoru wo Ageru - Fuji Morita
- Gokujou Twins - Nana Shiiba

### H
- Haruyuki Bus - Maki Usami
- Harem Lodge - Shizuki Fujisawa
- Hatsu Haru - Shizuki Fujisawa
- Hetare Venus - Maki Usami
- Himeyaka na Tousaku - Miku Momono
- Himitsu Kichi - Aya Nakahara
- Himitsu no Shitsuji-kun - Mie Washio
- Hot Cherry - Aiko Natsume
- Hot Gimmick - Miki Aihara
- Holiday - Yasuko

### I
- I HS - Mayumi Yokoyama
- Ichirei shite, Kiss - Yakko Kaga
- Il fiore millenario - Kaneyoshi Izumi
- Il riccio innamorato - Nao Hinachi

### J
- Jinja no Mori no Nora Neko-kun - Chiyori

### K
- Kamisama Onegai! - Kako Mitsuki
- Kanon - Maki Usami
- Kare no Aijou no Hakari - Yoshimi Touda
- Katakoi Drops - Risa Konno
- Kataomoi no Mukougawa - Yuu Yoshinaga
- Kimi no Tonari de Seishunchuu. - Shizuki Fujisawa
- Kimi to Kiss Shite Sono Ato de - Ira Ozaki
- Kimi to Koi wo Shitta - Yuu Yoshinaga
- Kimi wa Toumei - Nami Fujio
- Kiss/Hug - Kako Mitsuki
- Kiss made no Kyori - Yuu Yoshinaga
- Koi no uta - Shouko Akira
- Koi Tsukiyo no Himegoto - Taamo
- Koibito wa 16-sai - Yuu Yoshinaga

### L
- Love Button - Maki Usami
- Love Sign - Maki Usami
- Last Notes - Kanoko Sakurakoji
- Love Less - Rie Arai
- Love Fighter! - Shizuki Fujisawa
- Love Share - Nana Shiiba

### M
- Maison de Beauties - Setona Mizushiro
- Mamotte Agemasu - Ajano Saijou
- Medete, Junjou - Kana Matsu
- Men's Kou - Kanyoshi Izumi
- Metto-kun wa Ikemen desu. - Nao Hinachi
- Mitsuai Celeb - Mayumi Yokoyama
- Mizu ni Sumu Hana - Chie Shinohara
- Momoiro Renka - Yuu Mitsuha
- Mune ga Naru no wa Kimi no Sei - Risa Konno
- Muteki Kareshi - Risa Konno
- My Wonderful Sweets - Kokoro Fukamachi

### N
- Nousatsu Beat de Utawasete - Kamaro Kikuchi
- Nousatsu Rock Shounen - Kamaro Kikuchi

### O
- Onegai, Sensei - Taamo
- Orange Kiss - Maki Usami
- Otokomae! Beads Club - Kyosuke Motomi
- Otomental - Mayumi Yokoyama
- Otouto wa, Ookami. - Fuji Morita

### P
- Penguin Prince - Kyosuke Motomi
- Piece - Hinako Ashihara
- Pure Love Seasons 1: Haru - Hajimete - Ira Ozaki & Fuji Morita
- Purikyuu - Kyosuke Motomi

### Q
- QQ Sweeper - Kyosuke Motomi
- Queen's Quality - Kyosuke Motomi

### R
- Renren Zakari - Risa Konno
- Ringo Hoppe no Koi - Maki Usami
- Romance of Darkness - Chie Shinohara
- Runway no Koibito - Wataru Tanaka

### S
- Sai x Ai - Mako Mitsuki
- Saikou no Kiss wo Ageru - Fuji Morita
- Sakura Rhythm - Maki Usami
- Sand Chronicles - Hinako Ashihara
- Saruyama - Akira Shouko
- Seishun Survival - Kyosuke Motomi
- Seiten Taisei - Miki Aihara
- Sensei, Kiite yo - Nana Shiiba
- Sensei wa Sadistic - Nana Shiiba
- Shimotsuma Monogatari - Novala Takemoto
- Shinomiya-kun no Sekai ga Owattemo - Chiyori
- Shiritsu! Bijinzaka Joshi Kouko - Mayumi Yokoyama
- Shiawase Ikura de Kaemasu ka? - Maki Usami
- So Bad! di Miki Aihara
- Sono Hakui wo Nuide - Kanoko Sakurakoji
- Sonnan Ja Nee Yo! - Kaneyoshi Izumi
- Sora Log - Kako Mitsuki
- Suki, Kirai, Suki - Yuuki Obata
- Suki, Tokoro ni yori Arashi. - Kako Mitsuki
- Sumire wa Blue - Yuki Obata
- Sunadokei - Hinako Ashihara
- Sweet II - Embrace Me Until I Break - Maki Usami & Minako Aihara

### T
- Teens House - Yuu Yoshinaga
- Tennenkei Ouji - Shizuki Fujisawa
- Tenshi no Kiss - Hinako Ashihara
- Tobenai Yori - Yuu Mitsuha
- Tokyo Kareshi - Nao Makita
- Tsuki no Waltz - Kako Mitsuki
- Tsumi Koi - Yuu Yoshinaga

### U
- Underground Kids: Gakuen Onmitsu Torimono - Nana Shiiba

### W
- Wagahai wa Yome de Aru. - Taamo
- Wakeari Kiss. - Nao Hinachi

### Y
- Yacchimai na! - Nana Shiiba
- Yubikiri - Hinako Ashihara
- Yuugure Light - Maki Usami

### Z
- Zenbu, Hajimete. - Kako Mitsuki
- Shouko Akira
  - l'ultimo autobus, La principessa dell'amore non corrisposto, Before Kiss, Il simbolo della Primavera, raccolti in Italia in Ballata d'Amore edito da Panini Comics
  - Honey Moon, Best position, Cool, Last scene, raccolti in Italia in Honey Moon edito da Panini Comics